# 利索克 (布斯克區)
49°55′59″N 24°27′22″E / 49.93306°N 24.45611°E
利索克（烏克蘭語：Лісок），是烏克蘭西部的村莊，隸屬利維夫州的佐洛奇夫區。該村始建於1021年，面積1.71平方公里，海拔高度226米，2001年人口260，人口密度每平方公里152.14人。